# Éamonn Ceannt
Éamonn Ceannt (Edward Thomas Kent), född 21 september 1881 i Glenamaddy i Ballymoe i grevskapet Galway, död 8 maj 1916 på Kilmainham Gaol i Dublin, var en irländsk nationalist. Han spelade en central roll i påskupproret, och avrättades för detta.

## Biografi
Ceannt föddes i grevskapet Galway på Irlands västkust, som ett av sju barn. Hans far arbetade i Royal Irish Constabulary, och när han gick i pension 1892 flyttade familjen till Dublin.
Den unge Ceannt blev intresserad av den nationalistiska rörelsen. Han gick med i Gaelic League, ändrade till iriska formen av sitt namn, och lärde sig att spela irländsk säckpipa såpass bra att han fick spela inför påven Pius X när denne besökte Irland med en grupp äldre irländska präster som hade levt i exil.
Hans yrke var revisor för Dublin Corporation (det vill säga Dublins "kommun").
Omkring 1913 gick han med i Irish Republican Brotherhood (IRB), och blev en av grundläggarna till Irish Volunteers. Som en av dem som var medlem av bägge organisationerna blev han med i planläggningen av påskupproret 1916, och som medlem av IRB:s militära råd blev han en av de sju som skrev under påskkungörelsen. Han blev kommendant for fjärde bataljonen av Volunteers, och stationerades under upproret vid South Dublin Union och Marrowbone Lane destilleriet, med drygt hundra män i sitt kommando. Hans vicekommendanter var Cathal Brugha och W.T. Cosgrave. Enheten blev involverad i hårda strider, men gav inte upp förrän de mottog kapitulationsordern från  Pádraig Pearse. Ceannts ställning var den ena av de enda två som inte blev tagna innan kapitulationen; den andra var Éamon de Valeras ställning vid Boland's Mill.
Ceannt sattes i Kilmainhamfängelset, och ställdes inför brittisk militärdomstol och dömdes till döden. Han arkebuserades den 8 maj 1916, 34 år gammal.